# La lepre che drizza i capelli
La lepre che drizza i capelli (Hair-Raising Hare) è un film del 1946 diretto da Chuck Jones. È un cortometraggio d'animazione della serie Merrie Melodies, uscito negli Stati Uniti il 25 maggio 1946. Ha come protagonista Bugs Bunny, e vede la prima apparizione del mostro Gossamer, qui ancora senza nome, e dello scienziato pazzo caricatura di Peter Lorre, in seguito apparso anche ne La grande idea (1947) e Looney Tunes: Back in Action (2003). Fu inoltre l'ultima occasione in cui Jones usò il design di Bugs Bunny da lui creato, poiché a partire dal suo prossimo corto col personaggio, Caccia al coniglio, avrebbe usato il design di Robert McKimson.
Dopo molti titoli di cartoni animati di Bugs che sostituiscono "hare" (lepre) con "hair" (capelli) come gioco di parole, in questo caso vengono usate entrambe le parole come omofoni. Il corto fu inserito integralmente nei documentari Bugs Bunny Superstar (1975) e What's Up Doc? A Salute to Bugs Bunny (1990).

## Trama
Lo scienziato pazzo Peter Lorre attira Bugs nel suo castello usando una coniglietta meccanica, così da sfamare il suo mostro Gossamer. Quando la coniglietta si disfa e Bugs si accorge del trucco, cerca di andarsene, ma Gossamer lo insegue per tutto il castello dando luogo a varie gag, originate dal fatto che il coniglio lo supera continuamente in astuzia. Per due volte Bugs crede di essersi liberato definitivamente del mostro, venendo però smentito. Alla fine Bugs, mentre Gossamer lo tiene tra le sue grinfie, fa notare al mostro che il pubblico li osserva, così Gossamer fugge via urlando. Bugs sta per andarsene, quando la coniglietta meccanica riappare intatta e lo bacia. Bugs quindi la segue assumendo lui stesso un'andatura robotica.

## Distribuzione

### Edizione italiana
Il corto fu distribuito nei cinema italiani il 19 maggio 1949 coi titoli La lepre e il mostro e Rosicchio e il mostro; il doppiaggio fu eseguito direttamente negli Stati Uniti. Fu ridoppiato a Milano per l'uscita in VHS nel settembre 1989, e nuovamente nel 1996 dalla Angriservices Edizioni sotto la direzione di Renzo Stacchi per la trasmissione televisiva. Non essendo stata registrata una colonna internazionale, in tutti i casi fu sostituita la musica presente durante i dialoghi.

### Edizioni home video

#### VHS
America del Nord
- Bugs Bunny: Hollywood Legend (1990)
- The Golden Age of Looney Tunes Volume 8: 1940s Zanies (1992)
- Looney Tunes: The Collector's Edition Vol. 2 (1999)

Italia
- Bunny il coniglio: I Love NY (settembre 1989)

#### Laserdisc
- The Golden Age of Looney Tunes (11 dicembre 1991)

#### DVD e Blu-ray Disc
Il corto fu pubblicato in DVD-Video in America del Nord nel terzo disco della raccolta Looney Tunes Golden Collection: Volume 1 (intitolato Looney Tunes All-Stars: Part 1) distribuita il 28 ottobre 2003, dove è visibile anche con un commento audio di Michael Barrier e Greg Ford; il DVD fu pubblicato in Italia il 2 dicembre 2003 nella collana Looney Tunes Collection, col titolo All Stars: Volume 1. Fu inserito anche nel primo disco della raccolta DVD Looney Tunes Spotlight Collection Volume 1, uscita in America del Nord sempre il 28 ottobre 2003, ristampato l'11 febbraio 2014 col titolo Looney Tunes Center Stage: Volume 1. Il 7 settembre 2010 fu inserito come extra nel DVD di Bugs Bunny e la festa di Halloween, uscito in Italia il 7 dicembre (il corto è però privo dell'audio italiano), mentre il 12 ottobre fu inserito nel primo DVD della raccolta The Essential Bugs Bunny, pubblicato in Italia il 17 aprile 2013 col titolo Looney Tunes: Collezione Bugs Bunny. Fu infine incluso (nuovamente con il commento audio) nel primo disco della raccolta Looney Tunes Platinum Collection: Volume Three, uscita in America del Nord in Blu-ray Disc il 12 agosto 2014 e in DVD il 4 novembre, e nel primo disco della raccolta BD Bugs Bunny 80th Anniversary Collection, uscita in America del Nord il 1º dicembre 2020.

## Accoglienza
Nel 2010 il film fu selezionato per l'inclusione nel libro di Jerry Beck The 100 Greatest Looney Tunes Cartoons; in tale occasione l'animatore J. J. Sedelmaier scrisse: "È interessante vedere quanto sia diverso il personaggio di Bugs in questo film, da, diciamo, il simpatico e calmo Bugs ne Il coniglio che la sa lunga (1952). È molto più un tipo alla Groucho Marx in questo cortometraggio; in effetti, dubito che si possa trovare un altro cartone animato in cui cammina come Groucho più che qui. L'altro aspetto unico che mi ha sempre colpito di questo particolare cartone animato è il design del mostro. Dove vanno le sue mani e le sue braccia quando non le vediamo? Perché le scarpe da ginnastica? È questo genere di cose che mi ricorda perché amo i bei cartoni animati: non ti interessa questa roba. Ti diverti e basta".